# Libanaphe adonis
Libanaphe adonis är en mångfotingart som beskrevs av Hoffman 1963. Libanaphe adonis ingår i släktet Libanaphe och familjen Oxydesmidae. Inga underarter finns listade i Catalogue of Life.